# Braidwood (Illinois)
Braidwood ist eine City in Will und Grundy County, Illinois, Vereinigte Staaten. Sie liegt ungefähr 53 Meilen (85 km) südwestlich von Chicago und 18 Meilen (29 km) südlich von Joliet. Beim Zensus 2020 wurde die Population mit 6194 Einwohnern angegeben.